# 蒲阴县 (东汉)
蒲阴县，中国古县名。
东汉章帝时，改曲逆县置，属冀州刺史部中山国。北齐天保七年（556年），与望都县省入北平县。